# Josef Kubát (radiotelegrafista)
Josef Kubát (11. března 1923 Kohoutov – 29. června 1944 Roskilly) byl český palubní radiotelegrafista a střelec 311. československé bombardovací perutě.

## Život

### Před druhou světovou válkou
Josef Kubát se narodil 11. března 1923 v Kohoutově na Chotěbořsku. V Československu vychodil tři ročníky měšťanské školy, poté se jeho rodina vystěhovala do Kanady. Zde žil v obci Margo v provincii Saskatchewan.

### Druhá světová válka
Josef Kubát se přihlásil do Československé armády v zahraničí v Kanadě v lednu 1942. Ještě tam byl přijat do Royal Air Force, poté byl přesunut do Spojeného království. Po výcviku na palubního radiotelegrafistu a střelce byl 22. října 1943 přidělen k 311. československé bombardovací peruti. Jako její příslušník se účastnil protiponorkových a protilodních hlídkových letů na oceánem. Dne 29. června 1944 startoval k operačnímu letu ve stroji Consolidated B-24 Liberator GR Mk.V BZ754 J pod velením Františka Naxery z letiště Predannack v Cornwallu. Letoun během vzletu havaroval a zřítil se u osady Roskilly. Kromě radiotelegrafisty Františka Bebeňka celá posádka zahynula. Pohřben byl na hřbitově v Helstonu. Dosáhl hodnosti četaře.

## Posmrtná ocenění
- Josef Kubát byl v roce 1991 in memoriam povýšen do hodnosti podplukovníka
- V rodném Kohoutově na hasičské zbrojnici byla Josefu Kobátovi a popravenému příslušníkovi domácího odboje Miroslavu Markovi odhalena pamětní deska[1]